# Diego Domínguez (Rugbyspieler)

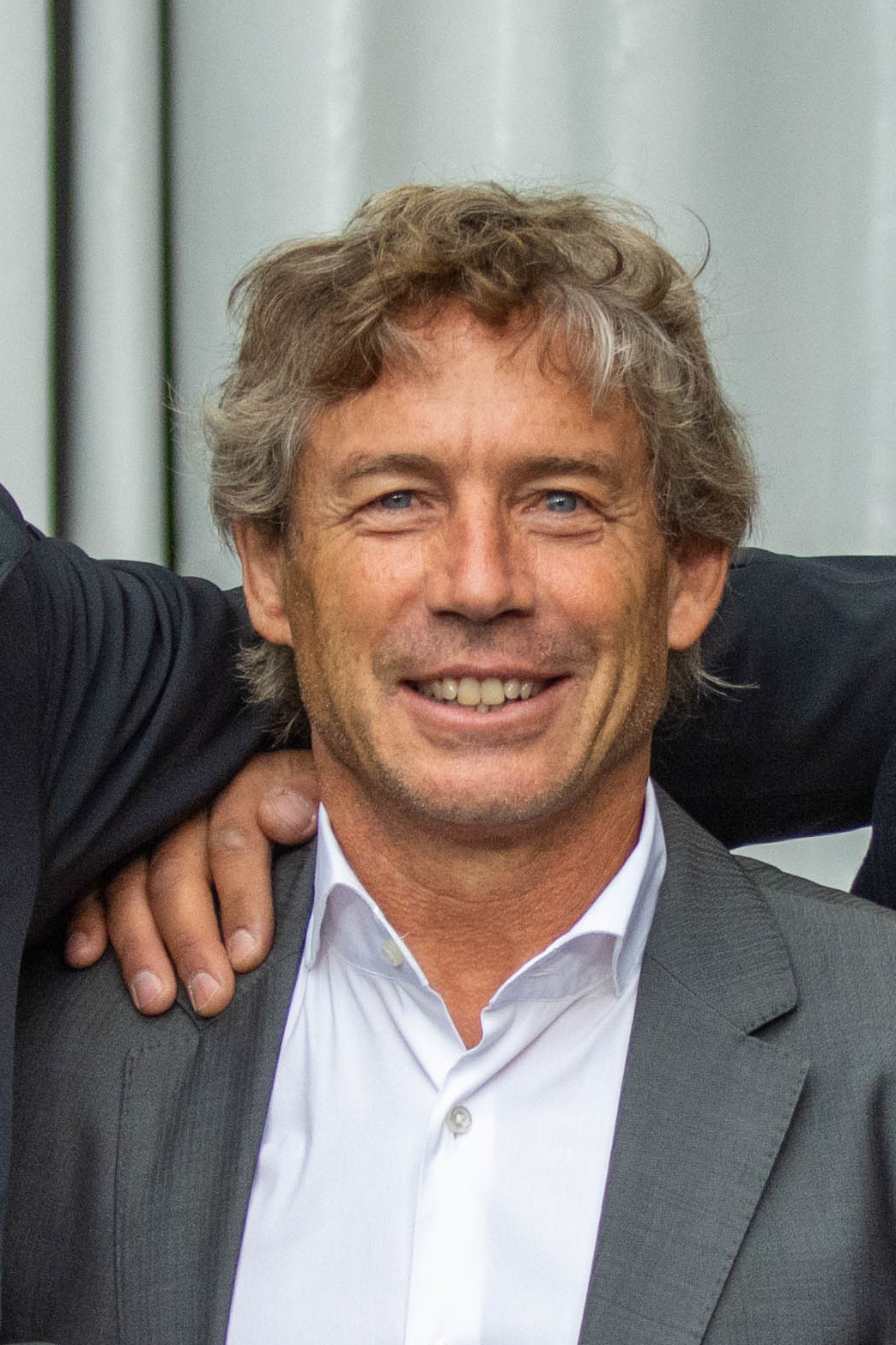
Diego Domínguez im Olympiastadion in Rom während eines Testspiels zwischen Italien und Neuseeland (2021)

Diego Domínguez (* 25. April 1966 in Córdoba, Argentinien) ist ein ehemaliger Rugby-Union-Spieler auf der Position des Verbinders, der sowohl für Argentinien als auch für Italien spielte.

## Leben
1986 wurde Domínguez erstmals in den Kader Argentiniens berufen, jedoch kam er aufgrund der Übermächtigkeit Hugo Portas kaum zu Einsatzchancen. Erst 1989 folgte das erste Spiel für die „Pumas“ gegen Chile. Er wechselte 1990 nach Italien zum Mailänder Rugbyclub. Aufgrund der Herkunft seiner Großmutter war es ihm bald darauf möglich, für Italien zu spielen. Im März 1991 gab er sein Debüt für die „Azzurri“ gegen Frankreich. Er nahm an drei Weltmeisterschaften, 1991, 1995 und 1999, teil.
1997 wechselte Domínguez zu Stade Français in die erste französische Liga Top 14. Er erreichte mit der Mannschaft 1998, 2000, 2003 und 2004 den Meistertitel und stand im Jahr 2000 auch im Finale des Heineken Cup. In diesem Endspiel erzielte er 30 Punkte, die jedoch nicht reichten, um gegen die Leicester Tigers das Feld als Sieger zu verlassen. Im selben Jahr erklärte er seinen Rücktritt, nahm jedoch aufgrund des Drucks des italienischen Verbands diesen wieder zurück und spielte noch bis 2003 für die Nationalmannschaft. Sein letztes Länderspiel bestritt er am 22. Februar des Jahres gegen Irland.
Mit 1010 Punkten in 76 Länderspielen ist er der Spieler mit den viertmeisten Punkten aller Zeiten. Er wird dabei nur von Dan Carter, Jonny Wilkinson und Neil Jenkins übertroffen. Seine 983 Punkte für Italien sind Landesrekord.

## Erfolge
- drei Weltmeisterschaftsteilnahmen (98 Punkte in neun Spielen)
- viermal französischer Meister
- viermal italienischer Meister
- einmal französischer Pokalsieger
- Finalist im Heineken Cup